# Borys Onyščenko
Borys Hryhorovyč Onyščenko (in ucraino Борис Григорович Онищенко?; in russo Борис Григорьевич Онищенко?, Boris Grigor'evič Oniščenko; Bereznjaky, 19 settembre 1937) è un ex pentatleta sovietico.

## Biografia
Nato nel 1937, da giovane era un nuotatore e insegnava al Dynamo Sports Club.
Disputò la sua prima gara mondiale ai campionati di pentathlon moderno 1967 dove gareggiò con Stasys Šaparnis e Edvard Sdobnikov, vincendo la medaglia di bronzo. L'anno seguente ha vinto l'argento alle Olimpiadi di Città del Messico del 1968 con Šaparnis e Pavel Lednëv.
Ai mondiali ha conquistato 5 medaglie d'oro, di cui una individuale.
Nel 1971 è stato insignito del Meritato Maestro dello Sport e nel 1972 ha ricevuto l'Ordine della Bandiera rossa del lavoro.
Nel 1972 ha conquistato l'oro con la squadra sovietica con Lednyov e Vladimir Šmelëv alle olimpiadi di Monaco di Baviera . Lo stesso Onyščenko ha vinto una medaglia d'argento individuale, dietro l'ungherese András Balczó.

### Giochi della XXI Olimpiade
Nel 1976 partecipò alle Olimpiadi come tre volte campione del mondo, ma senza aver mai conquistato l'oro individuale. Onyščenko era uno schermidore di alto livello e aveva vinto l'oro a squadre ai campionati mondiali di pentathlon moderno 1974 a Mosca. Sebbene fosse quarto nel ranking per la formazione olimpica (il che lo avrebbe relegato ad essere una riserva), vinse un torneo preliminare in Unione Sovietica che lo spinse nella squadra.
Dopo il primo evento del pentathlon, la squadra sovietica si trovava al quarto posto dietro la Gran Bretagna. Durante l'incontro di scherma tra Onyščenko e il capitano della squadra britannica Jim Fox, i britannici protestarono per un punto segnato dall'avversario senza aver colpito il bersaglio. In effetti la spada di Onyščenko era in aria lontano da Fox quando il punto è stato assegnato.
Fox chiese un esame dell'arma che fu ritenuta difettosa, con conseguente decurtazione del punteggio. La squadra britannica presentò una protesta ufficiale e richiese un'ulteriore ispezione. Venne consentito di continuare l'incontro che terminò con la vittoria di Onyščenko con ampio margine nonostante l'uso di un'arma non modificata.
Nella spada un punto viene assegnato quando la punta dell'arma viene premuta con una forza di 750 grammi, completando un circuito elettrico. Si scoprì che l'arma di Onyščenko era stata modificata illegalmente per includere un interruttore che gli permetteva di poter registrare un tocco senza effettuare alcun contatto sul suo avversario. Espulso dalla competizione, costrinse l'Unione Sovietica a ritirarsi dall'evento a squadre. L'oro fu poi conquistato dai britannici.
Criticato dai giornali, venne convocato per un rimprovero personale da Leonid Il'ič Brežnev.
Venne squalificato a vita dallo sport ed escluso dal partito comunista, perdendo ranghi e riconoscimenti.
Dopo l'espulsione ha lavorato come tassista a Kiev.

## Palmarès
- Giochi olimpici:

Città del Messico 1968: argento nel pentathlon moderno a squadre.
Monaco 1972: oro nel pentathlon moderno a squadre e argento individuale.
- Mondiali:

Jönköping 1967: bronzo nel pentathlon moderno a squadre.
Budapest 1969: oro nel pentathlon moderno a squadre ed argento individuale.
Warendorf 1970: argento nel pentathlon moderno a squadre e bronzo individuale.
San Antonio 1971: oro nel pentathlon moderno individuale ed a squadre.
Londra 1973: oro nel pentathlon moderno a squadre e bronzo individuale.
Mosca 1974: oro nel pentathlon moderno a squadre e bronzo individuale.